# Гемми (перевал)
Ге́мми или Ге́ммипасс (нем. Gemmipass) — высокогорный перевал в Бернских Альпах, Швейцария. Его высота — 2 314 метра над уровнем моря. Он соединяет долину Кандерталь (нем. Kandertal) в кантоне Берн (с севера) с долиной Далаталь (нем. Dalatal) в кантоне Вале (с юга).
Седловина перевала расположена между вершинами Даубенхорн (нем. Daubenhorn, 2 942 м) с запада и Платтенхёрнер (нем. Plattenhörner, 2 855 м) к востоку. Через перевал проходит вьючная тропа.
Название перевала предположительно происходит от лат. Gemini — «Близнецы», из-за двух схожих по форме гор — Риндерхорн (нем. Rinderhorn) и Альтелс (нем. Altels),— расположенных к востоку от перевала.
Ближайшие к перевалу населённые пункты — Кандерштег (нем. Kandersteg, 1 174 над уровнем моря, кантон Берн) и Лёйкербад (нем. Leukerbad, 1 402 м, кантон Вале).

## География

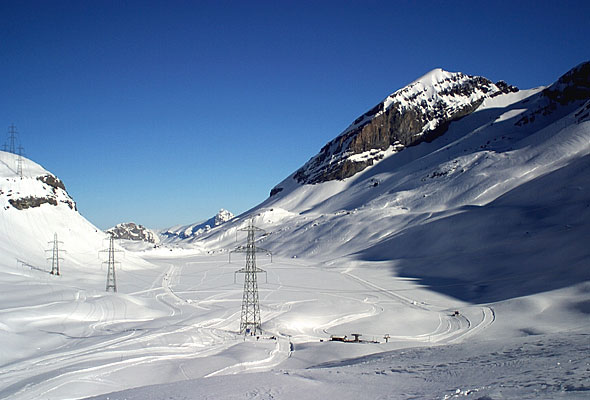
Вид на перевал Гемми зимой

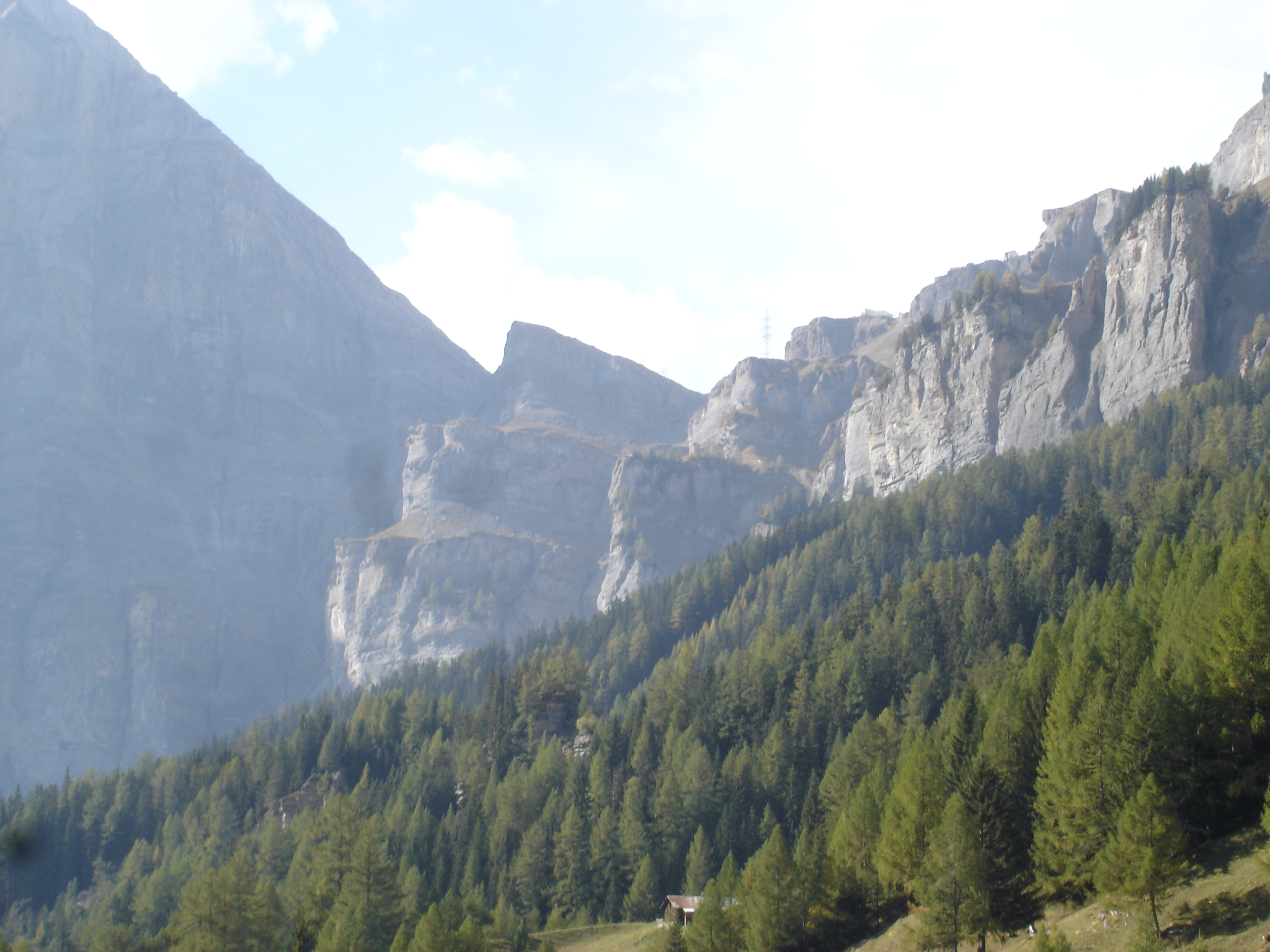
Вид на перевал Гемми от Лёйкербада

Перевал является западной границей массива Аар (нем. Aarmassiv) и восточной границей массива Вильдштрубель (3 243 м).
Седловина перевала широкая, около неё расположено озеро Даубен (нем. Daubensee), не имеющее стока.
Перевал используется туристами как панорамная площадка, с его седловины виден ряд пиков Пеннинских Альп, таких как Дом, Маттерхорн, Вайсхорн и Ден Бланш.
Зимой на льду озера Даубен организуется лыжная трасса.

## История
Перевал Гемми уже в средние века использовался для сообщения между кантонами Берн и Вале, хотя скалы в районе Лёйкербада считались труднопреодолимыми.
В XVIII веке, благодаря развитию курорта Лёйкербад, через перевал была проложена новая тропа. В 1739 году, с помощью кантона Берн, были проведены горные работы и в скалах пробита новая тропа, служившая интересам Берна для связи через перевалы Гемми и Симплон с Италией.
В 1950-е годы обсуждался вопрос о прокладке автомобильной дороги через перевал, но этот проект так и не был реализован.

## Канатные дороги
Со стороны Лёйкербада на седловину перевала ведёт канатная дорога. Со стороны Кандерштега канатная дорога идёт до Зуннбюеля (нем. Sunnbüel, 1 934 метров над уровнем моря, в 10 км к северу от перевала), позволяя туристам подниматься на перевал по пологой и широкой тропе.

## Перевал Гемми в литературе
- Перевал упоминается в рассказе «Последнее дело Холмса» Артура Конан Дойля. Шерлок Холмс и доктор Ватсон проходят через перевал на пути к Майрингену, где Холмсу предстоит схватка с профессором Мориарти у Рейхенбахского водопада. Также перевал фигурирует в рассказе Ги де Мопассана «Гостиница» во французском варианте произношения – Жемми.

- Перевал упоминается в романе Джона Голсуорси «В ожидании», входящем в трилогию «Конец главы».